# Rhagonycha talyschensis
Rhagonycha talyschensis es una especie de coleóptero de la familia Cantharidae.

## Distribución geográfica
Habita en Azerbaiyán.